# Roxboro, North Carolina
Roxboro ['rɒksbʌroʊ] är administrativ huvudort i Person County i North Carolina. Orten har fått sitt namn efter Roxburgh i Skottland. Enligt 2010 års folkräkning hade Roxboro 8 362 invånare.